# ویوویل لاس قولس
ویوویل لاس قولس (به فرانسوی: Veauville-lès-Quelles) یک کامین در فرانسه است که در Canton of Ourville-en-Caux واقع شده‌است.

## خصوصیات
ویوویل لاس قولس ۳٫۲۱ کیلومترمربع مساحت و ۱۰۸ نفر جمعیت دارد و ۱۲۵ متر بالاتر از سطح دریا واقع شده‌است.